# 大同九龙壁
40°5′31″N 113°17′49″E / 40.09194°N 113.29694°E
大同九龙壁位于山西省大同市和阳街，建于明洪武年间，原为明太祖朱元璋第十三子朱桂代王府的照壁。大同九龙壁是中国现存九龙壁中建筑年代最早、最大的一座，比北京故宫和北海的九龙壁早三百余年，大小约是北海的九龙壁的两倍。 大同九龙壁于2001年成为全国重点文物保护单位。大同有“龙壁之城”的美称，现存有九座龙壁，大同九龙壁是其中最著名的一座。

## 建造
大同九龙壁建于明洪武二十五年（公元1392年）至洪武二十九年（公元1396年）间，其主人是明太祖朱元璋的第十三子代王朱桂。洪武二十四年朱桂受封代王，洪武二十五年朱桂赴大同就藩并修建王府，洪武二十九年代王府告竣，其间修建了九龙壁。通常认为九龙壁是代王府裕门对面的照壁，但亦有学者认为九龙壁并不是照壁，而是将王府与周围民房隔离开来的“装饰性的临街建筑”。
关于九龙壁的建造，大同当地有一个传说：代王朱桂性情古怪、暴虐，时常在大同城里横行不法，市民称其为“愣怔代王”；其妻为徐达之女，脾气亦不大好。朱桂有一次去北平（今北京）拜会哥哥燕王朱棣，看到燕王府里的九龙壁，甚为羡慕，于是回到大同便要在自己的王府前也造一个九龙壁，而且要比燕王府的更大、更漂亮。朱桂为此召来了怀仁县吴家窑的琉璃匠吴氏父子三人，限期一个月完成。 吴氏父子从王府回家的路上，捡到了一只濒死的小蛇，带回家给它养伤。修建工期紧张，加之没有经验，父子三人心情不畅。万般无奈，父子只好按着小蛇的样子做了九条龙，然而烧制仍不理想。工期临近，一日小蛇到吴老头梦中致谢，并表示要报答吴氏父子的恩情。吴老头梦醒后，两个儿子跑来告诉他九条龙已经烧好。龙壁落成典礼当天，天降大雨，雷鸣电闪，一黑一黄两条巨龙腾空而下。据说这是因为龙壁上的龙过于逼真，引来了天上的真龙。雨过天晴后，人们发现龙壁后的金泊仓被雷电劈开了两眼井，井水一苦一甜。
学者研究，九龙壁的修建目的是为了彰显代王的尊贵地位。朱桂是皇子，有权使用龙。但根据礼制，該壁既是由藩王所建，其壁上之龍爪只能有四趾（按礼制称为蟒），而不是代表天子的五爪龍。

## 艺术特征
九龙壁东西长45.5米，高8米，厚2.02米，气势宏大。龙壁分为壁顶、壁体、须弥座三个部分。壁顶部分饰有莲花、游龙；壁身上的九条龙形态各异，背景是流云和海水；须弥座上亦有花纹、动物浮雕。九龙壁造型规整，比例协调，构图、色彩严谨而富于变化。塑造手法流畅。 整个龙壁堪称明代艺术的杰作。

## 保护
代王府在明末清初的战乱被毁，九龙壁幸运地保存至今。清代和民国时期，当地民众有“洗龙祈雨”的习俗，据说在干旱少雨时，洗龙壁上的黑龙（从右数第二条），便会天降甘霖。
1954年8月，由于筑路需要，当地政府将龙壁拆卸，并在原址南28米处把原件按原样拼接。一些缺损的部分在迁建中使用灰砖补上。有说法称迁建的目的之一是为了保护原来倾斜的龙壁，但迁建事实上对龙壁造成了一定程度的破坏，部分构件甚至拼接到了错误的位置上。2001年，九龙壁成为第五批全国重点文物保护单位。2011年3月，大同市启动了明代王府复建工程，九龙壁也将得到进一步的保护。
- 法国汉学家沙畹1907年拍摄的九龙壁
- 蒙疆时期发行的明信片上的九龙壁
- 九龙壁
- 左起第一龙
- 左起第二龙
- 左起第三龙
- 左起第四龙
- 左起第五龙
- 左起第六龙
- 左起第七龙
- 左起第八龙
- 左起第九龙